# Willamette Week
Willamette Week ist eine aus Portland, Oregon in den Vereinigten Staaten erscheinende Wochenzeitung. Sie erscheint jeden Mittwoch und umfasst sowohl regionale als auch überregionale Themen. Willamette Week ist die bisher einzige Wochenzeitung, von der ein Reporter mit einem Pulitzer-Preis für Investigativen Journalismus ausgezeichnet wurde.
Gegründet wurde Willamette Week im November 1974. Herausgeber der Zeitung ist Richard Meeker, als Chefredakteur ist Mark Zusman tätig. Die Auflage der Willamette Week beträgt rund 90.000 Zeitungen (Stand: September 2008).